# Deep Space 1
Deep Space 1 (DS1) va ser una sonda espacial de la NASA que va servir com a demostració tecnològica sobrevolant un asteroide i un cometa. Va formar part del Programa New Millennium, dedicat a provar tecnologies avançades.
Va ser llançat el 24 d'octubre de 1998, la sonda Deep Space 1 va realitzar un sobrevol de l'asteroide 9969 Braille, que va ser el seu principal objectiu científic. La missió es va ampliar dues vegades per incloure una trobada amb el cometa 19P/Borrelly i més proves d'enginyeria. Els problemes durant les seves etapes inicials i amb el seu rastrejador d'estrelles van provocar canvis repetits en la configuració de missió. Mentre el sobrevol de l'asteroide va ser un èxit parcial, la trobada amb el cometa va obtenir informació valuosa. Tres de les dotze tecnologies a bord havien de funcionar en pocs minuts després de la separació del coet portador perquè la missió continués.
La sèrie Deep Space va continuar amb les sondes Deep Space 2, que van ser llançades el gener de 1999 juntament amb la Mars Polar Lander i hi va haver la intenció d'estavellar-se a la superfície de Mart (tot i que el contacte es va perdre i la missió va fracassar). Deep Space 1 va ser la primera nau espacial de la NASA en utilitzar propulsió iònica en lloc dels tradicionals coets químics.